# Yashima Gakutei
Yashima Gakutei (八島岳亭, c. 1786 – 1868) foi um artista e poeta japonês e aluno de Totoya Hokkei e Hokusai. Gakutei é mais conhecido por sua poesia kyōka e obras de surimono (xilogravura).

## Biografia
Gakutei nasceu em Osaka cerca de 1786, embora o ano exato de seu nascimento seja ainda desconhecido.  Era o filho ilegítimo de um samurai conhecido como Hirata que serviu sob o shogunato Tokugawa.  A mãe de Gakutei depois se casou com o clã Yashima, explicando assim o nome do artista.  Por algum tempo, trabalhou em Osaka, dedicando-se, principalmente, a fazer cópias em xilogravura ou surimono além de ilustrações para livros.  A maioria do que se sabe sobre Gakutei tem sido suposições a partir dos assuntos e do contexto de seus trabalhos.

## Obras
Gakutei é notável para a qualidade em seus trabalhos de impressão de madeira e por suas contribuições gerais ao corpo de trabalhos ukiyo-e.  Especificamente, os críticos notaram sua proeza técnica e precisão, suas habilidades em gravação em relevo, e que a sua especialização em surimono excedeu a de seu professor, Hokkei.  Alguns de seu trabalho incluem um conjunto de cinco cópias de impressões caracterizando mulheres executando gagaku, um tipo tradicional de música de corte do período Heian. Cada mulher tocava um instrumento: Um instrumento de sopro designado por Shō, um instrumento de sopro chamado ryūteki, um koto, um instrumento de cordas chamado biwa, e um instrumento de precursão chamado taiko.  Gakutei também ilustrou um livro inteiro chamado Kyōka Suikoden (狂歌水滸伝) relacionado ao romance chinês traduzido Suikoden.  Gakutei também criou paisagens e paisagens marinhas para livros, que são peças raras entre os alunos de Hokusai.
Gakutei também é conhecido por sua prolífica escrita; ele escreveu muitos poemas humorísticos chamados kyōka e usou-os em seus trabalhos de arte e impressões.  Além disso, ele foi responsável por uma tradução de Journey to the West, para a qual ele também criou ilustrações.

## Galeria

Xilogravuras de Gakutei
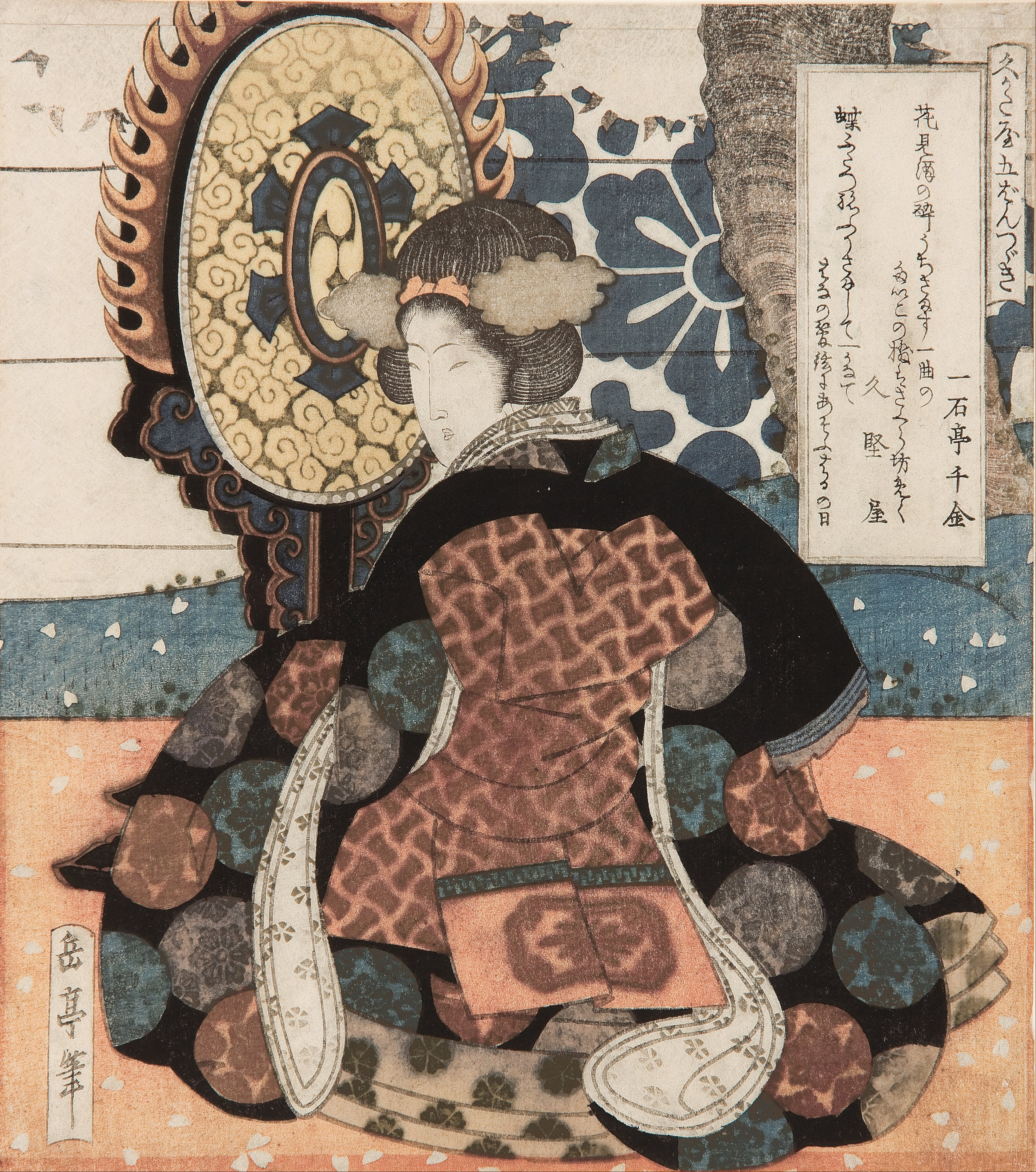
Mulher tocando tambor, xilogravura de cerca de 1827.
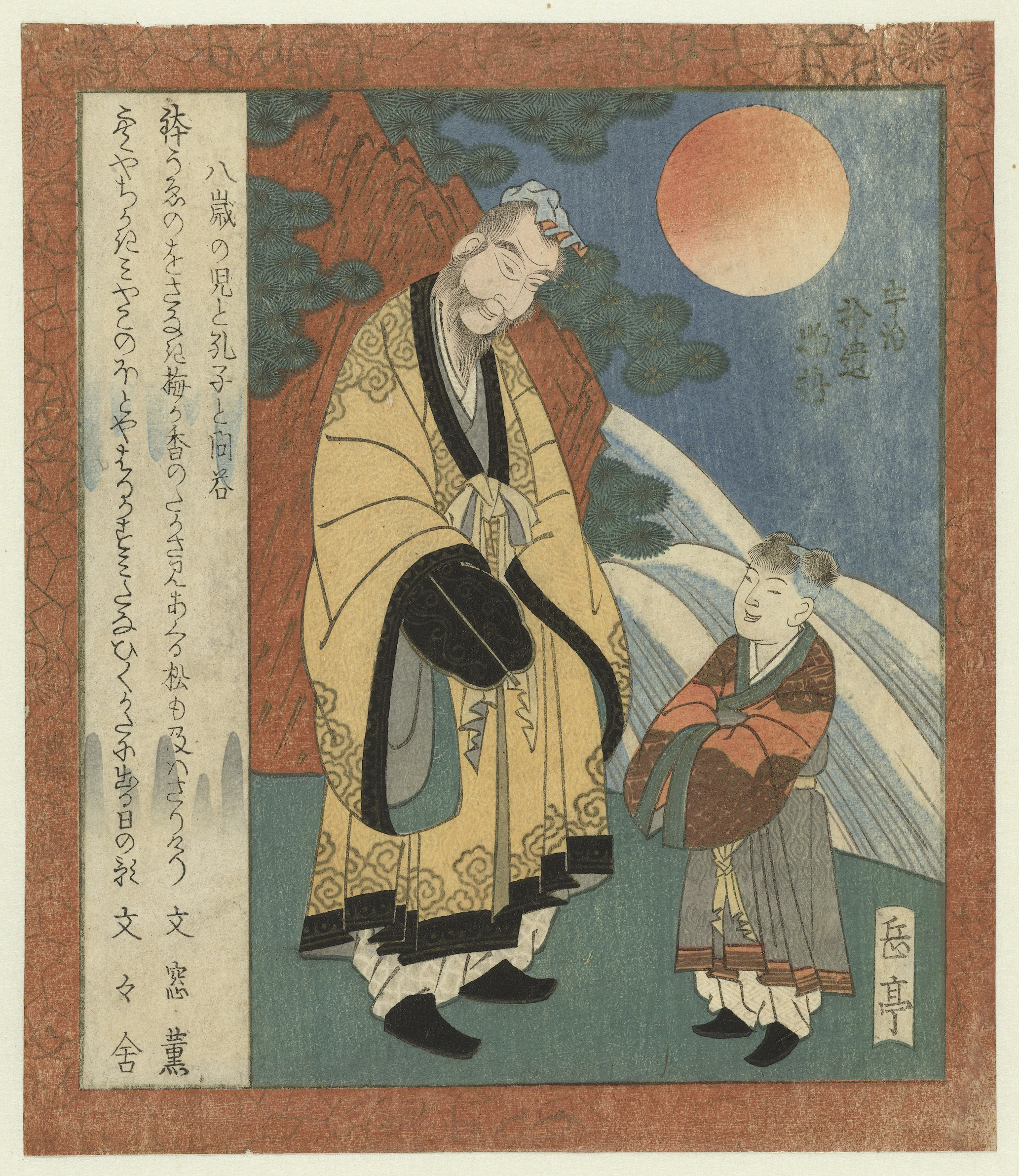
Desacordo entre um menino de oito anos de idade e Confúcio
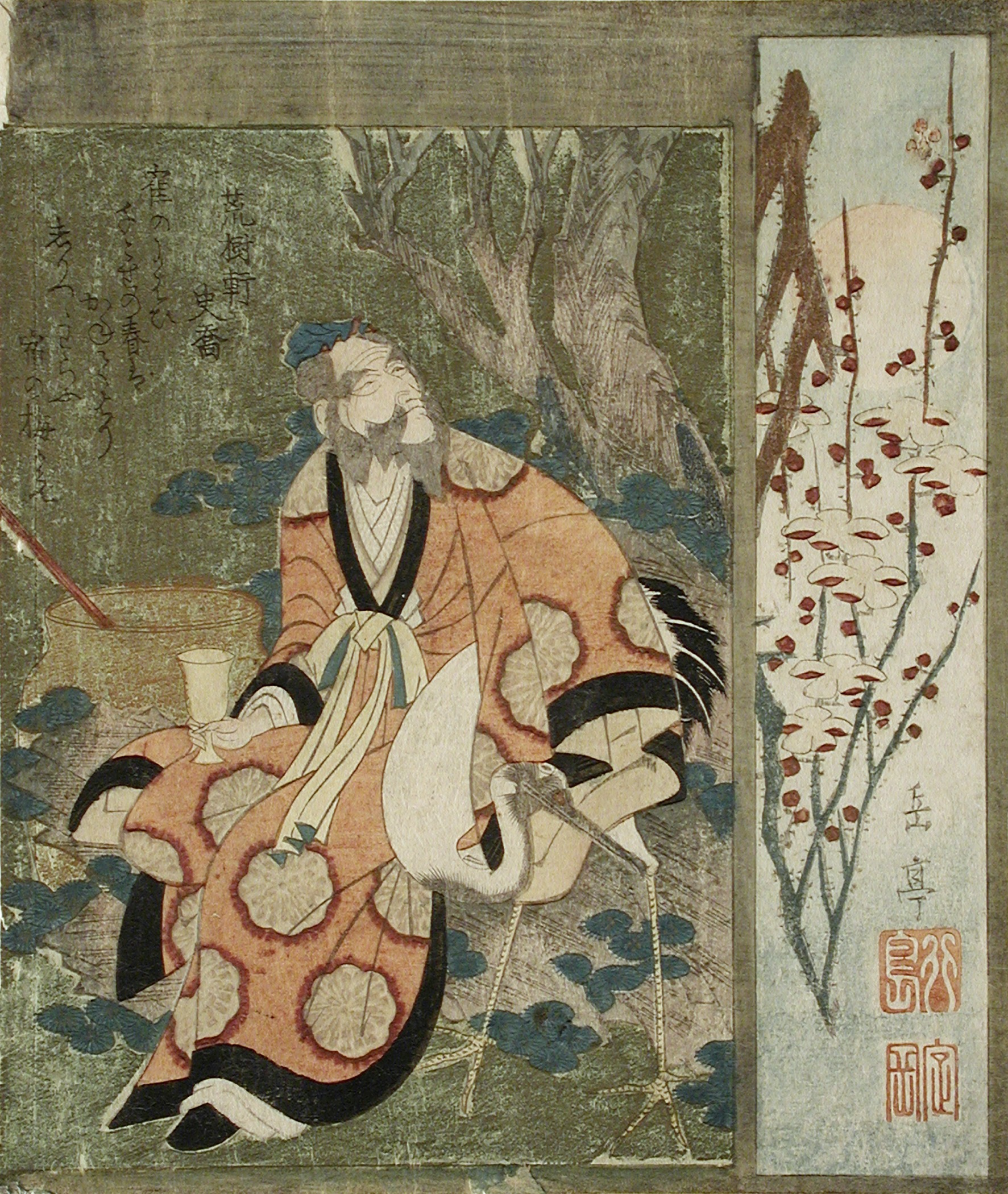
Taoísta com uma cegonha
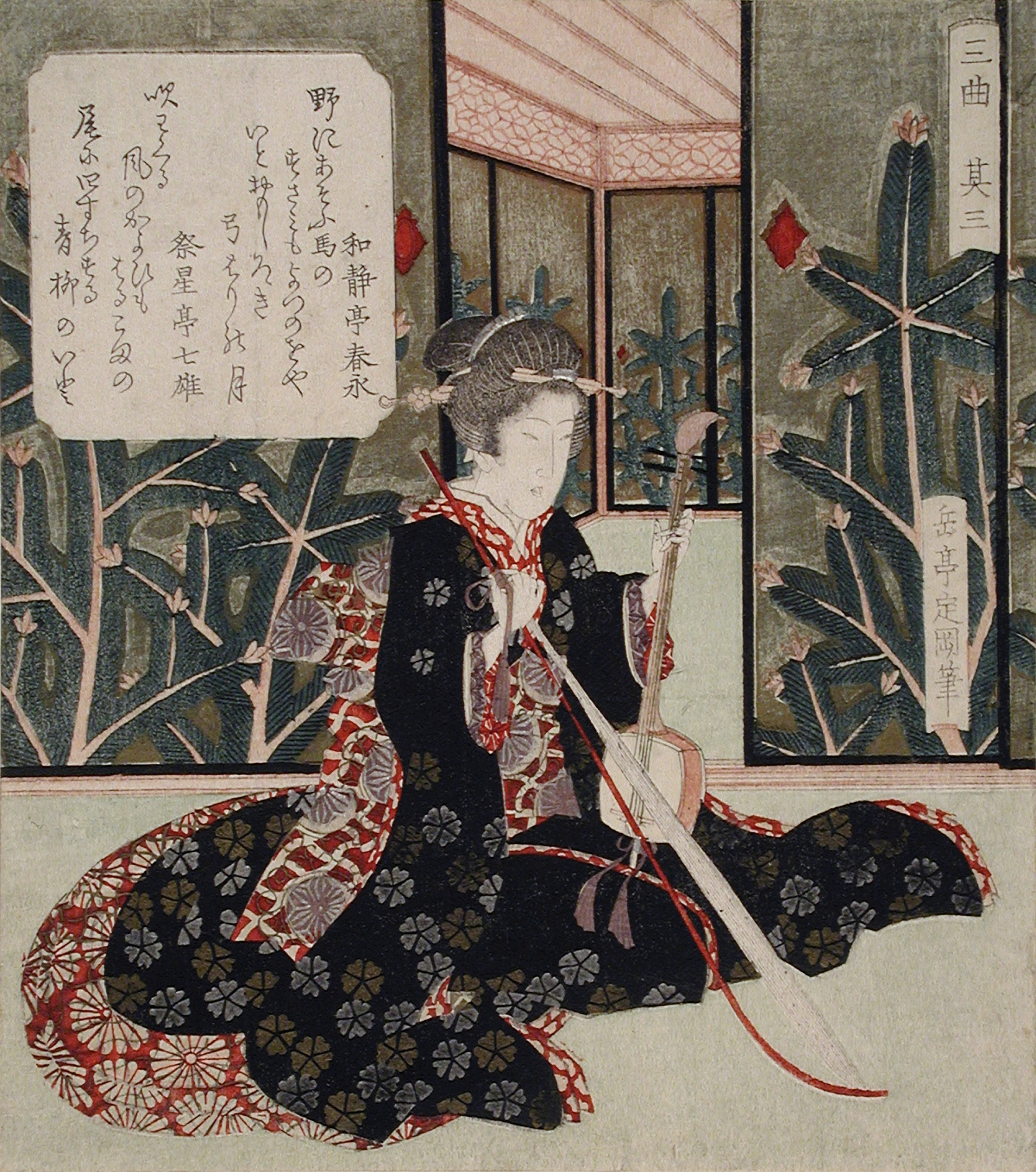
Mulher tocando koto